# Desarrollador web

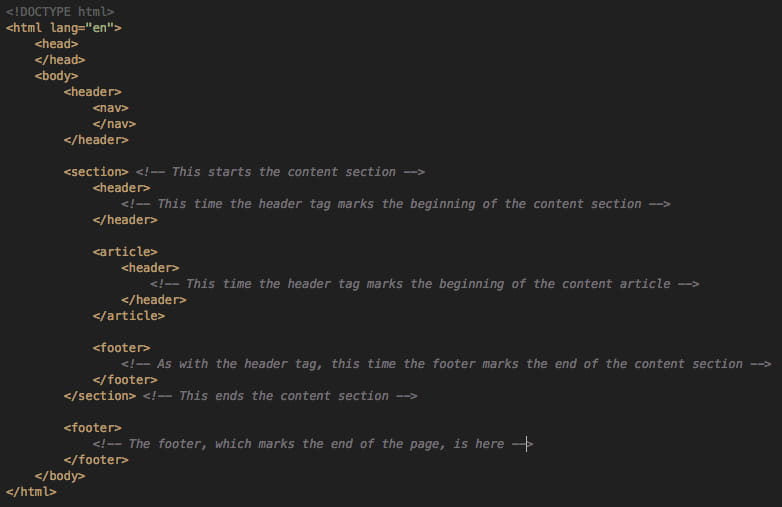
Diseño web en HTML 5

Un desarrollador web es un programador especializado, o dedicado de forma específica, en desarrollar aplicaciones de la World Wide Web o aplicaciones distribuidas en red que se ejecutan mediante HTTP desde un servidor web a un navegador web.

## Perfil laboral
Los desarrolladores web pueden trabajar en todo tipo de organismos, como grandes empresas, gobiernos, y pequeñas y medianas empresas, o por cuenta propia como autónomos. Algunos desarrolladores web trabajan para organismos como empleados fijos a tiempo completo, mientras que otros probablemente prestan sus servicios como consultores independientes o en calidad de contratistas en agencias de colocación.

## Tareas
Las aplicaciones web a menudo constan de tres o más capas, y, según el tamaño del equipo de trabajo, el desarrollador puede especializarse en una o varias de estas capas, o puede adoptar un papel más interdisciplinar. Por ejemplo, en un equipo formado por dos desarrolladores, puede que uno de ellos se dedique a las tecnologías que el cliente recibe (HTML, JavaScript, CSS, etc.) y a las infraestructuras del servidor (Perl, Python, Ruby, PHP, Java, ASP, .NET, .NET MVC, etc.) utilizadas para entregar contenidos y scripts al cliente; mientras que el otro desarrollador puede ocuparse de la interacción entre las infraestructuras del lado del servidor, el servidor web y el sistema de base de datos.
Además, según el tamaño del organismo, dichos desarrolladores también podrían trabajar en colaboración con un redactor creativo, un asesor de marketing, un diseñador web, un productor web, un gestor de proyectos, un arquitecto de programas informáticos o con un administrador de base de datos; o puede que ellos mismos sean responsables de tareas como la del diseño web o la gestión de proyectos.

### Problemas a resolver
- Escriben el código en distintos lenguajes de programación, tales como HTML, XML PHP o JavaScript.
- Diseñan nuevas aplicaciones o sitios de internet además de la arquitectura de las aplicaciones o sitios de internet.
- Seleccionan el mejor lenguaje de programación para las aplicaciones o sitios de internet.
- Desarrollan las aplicaciones o sitios de internet.
- Integran los gráficos, el audio y el video en la aplicación o sitio web.
- Realizan pruebas para medir la calidad del sitio y detectar cualquier error presente en las aplicaciones o sitios de internet, utilizando para ello distintos exploradores.
- Presentan el sitio web o aplicaciones a los clientes.

### Soluciones de un Desarrollador Web
- Reciben nuevos proyectos o asignaciones.
- Innovan parámetros para nuevos sitios de internet o aplicaciones.
- Realizan pruebas para detectar errores en el desempeño de las aplicaciones o del sitio
- Escuchan las impresiones de los usuarios y de los Testers (probadores de software) con respecto de los problemas
- Revisan el código realizado por los demás miembros del equipo.
- Implementan actualizaciones a sitios de internet y a aplicaciones existentes.
- Mantienen informados a los clientes y Gerentes de Proyecto sobre las aplicaciones o sitios de internet.
- Solucionan errores o  en la ejecución de las aplicaciones o sitios web.